# Oflag XVII-A
Oflag XVII-A war im Zweiten Weltkrieg ein Kriegsgefangenenlager der Deutschen Wehrmacht für Offiziere (Offizierslager) zwischen den Dörfern Edelbach und Döllersheim im Bezirk Zwettl im Waldviertel in Niederösterreich nahe Allentsteig.

## Lagergeschichte
Das Lager wurde ursprünglich als Kaserne für Truppen gebaut, die an Militärübungen teilnahmen, im Truppenübungsplatz Döllersheim, der mit einer Fläche von 200 km² das größte militärische Übungsgelände in Mitteleuropa war. Es wurde nach dem Anschluss Österreichs 1938 von der Wehrmacht geschaffen, und etwa 7000 Einwohner aus 45 Dörfern wurden umgesiedelt (siehe dazu Liste der für die Schaffung des Truppenübungsplatzes Döllersheim ausgesiedelten Ansiedlungen).
Die Kasernen wurden von einem Stacheldrahtzaun und Wachtürmen umschlossen, um ein Lager von etwa 440 mal 530 m zu bilden, das im Juni 1940 eröffnet wurde, um hauptsächlich französische Kriegsgefangene aus dem Westfeldzug sowie einige hundert Polen unterzubringen. Im Lager waren etwa 6000 Offiziere und Ordonnanzen untergebracht. Die Wachen waren hauptsächlich österreichische Armeeveteranen, und die Bedingungen im Lager waren besser als in vielen anderen Kriegsgefangenenlagern in Deutschland.
Die Kriegsgefangenen lebten in Barackenhütten, die in zwei Schlafsäle unterteilt waren, in denen jeweils etwa 100 Männer untergebracht waren, mit einer kleinen Küche und einem Waschraum dazwischen. Es gab eine separate Duschbaracke, und den Gefangenen waren zwei Duschen im Monat gestattet. Ein Teil einer Baracke wurde als Kapelle eingerichtet.

### Aktivitäten der Kriegsgefangenen
Die Gefangenen wurden ermutigt, ihre Zeit sinnvoll zu verbringen. Sie gründeten einen Chor und eine Theatergruppe und bauten ihren eigenen Sportplatz, das Stade Pétain. Eine der beliebtesten Aktivitäten waren die Vorlesungen an der Université en Captivité, geleitet von Leutnant Jean Leray, ehemals Mathematikprofessor an der Université de Nancy. Die Universität verlieh fast 500 akademische Grade, die nach dem Krieg offiziell bestätigt wurden. Leray hielt hauptsächlich Vorlesungen über Analysis und Topologie, verbarg jedoch seine Expertise in Strömungsdynamik und Mechanik, da er befürchtete, gezwungen zu werden, an deutschen Militärprojekten zu arbeiten. Er studierte auch algebraische Topologie, veröffentlichte nach dem Krieg mehrere Arbeiten über Spektralsequenzen und Garbentheorie. Andere bemerkenswerte Persönlichkeiten der Universität waren der Embryologe Étienne Wolff und der Geologe François Ellenberger. Der Lehrplan beinhaltete auch Fächer wie Recht, Biologie, Psychologie, Arabisch, Musik, Moraltheologie und Astronomie.
Die Gefangenen produzierten eine wöchentliche Zeitung, Le Canard en KG. „KG“ ist die deutsche Abkürzung für Kriegsgefangener, und auf Französisch wurde dies als Le canard encagé („Die eingesperrte Ente“) ausgesprochen, in Anlehnung an die populäre satirische Zeitschrift Le Canard enchaîné.
Eine geheimere Produktion war der 30-minütige Film mit dem Titel Sous le Manteau („Unter dem Mantel“), inszeniert von Marcel Corre. Er wurde auf 14 Rollen 8 mm Film auf einer in einem ausgehöhlten Wörterbuch versteckten Kamera gedreht und zeigte Szenen aus dem täglichen Leben im Lager, einschließlich Gefangener, die an einem der insgesamt über 1 km langen 32 Tunnel arbeiten, die während des Bestehens des Lagers gegraben wurden. Laut Robert Christophe hatte das Oflag XVII-A eine gaullistische Widerstandsgruppe namens „La Maffia“, die Verbindungen zu einer französischen Widerstandsgruppe hatte (anscheinend die einzige solche Zusammenarbeit zwischen Gefangenen außerhalb Frankreichs und Widerstand im Land), und so die Materialien für die Kamera sowie für Fluchtversuche erhielt.

### Flucht
Die Gefangenen richteten ein Freilufttheater, das Théâtre de la Verdure, ein und durften es mit Ästen und Grünzeug schmücken, wodurch die Sicht der Wachen teilweise verdeckt wurde. Nach Protesten des Roten Kreuzes, dass im Lager Schutz gegen Luftangriffe fehlte, bekamen die Gefangenen Schaufeln und Schubkarren, um Schützengräben zu graben. Beim Theater begannen sie einen Tunnel, der schließlich über 90 m hinaus und unter den Draht führte. In der Nacht des 17. September 1943 gelang einer großen Gruppe von Gefangenen die Flucht. Die meisten gaben sich als französische Zivilangestellte aus, von denen es zu dieser Zeit viele in Deutschland gab. Ihre Abwesenheit wurde am nächsten Tag nicht bemerkt, sodass in der nächsten Nacht eine weitere Gruppe entkam, insgesamt 132 Männer. Einige der ersten Flüchtlinge wurden wieder gefangen genommen und zurück ins Lager gebracht, bevor die Lagerbehörden die Flucht überhaupt bemerkten. Nur zwei der Flüchtlinge schafften es zurück nach Frankreich. Kurz darauf untersuchte eine Delegation hochrangiger deutscher Offiziere das Lager, und die Gefangenen wurden gewarnt, dass „Fliehen kein Sport mehr ist“. Sechs Monate später wurden nach der Flucht von 76 alliierten Fliegern aus Stalag Luft III, 50 von ihnen hingerichtet.

### Befreiung
Am 17. April 1945 wurde das Lager aufgrund der Annäherung der Roten Armee evakuiert. Die Gefangenen wurden in Richtung Linz, etwa 128 km weiter westlich, getrieben. Die Kolonne legte im Allgemeinen weniger als 10 km pro Tag zurück, und ihre Größe verringerte sich stetig, als Gefangene die dichten Wälder nutzten, um zu entkommen. Bis zum 10. Mai, als die Nachricht von der deutschen Kapitulation sie erreichte, waren die Hälfte der Kriegsgefangenen verschwunden. Das Lager wurde am 9. Mai 1945 von den Russen befreit.

## Nachkriegszeit
In der unmittelbaren Nachkriegszeit wurde das Lager von den Sowjets zur Inhaftierung deutscher Wehrmachtsgefangener genutzt. Ab Anfang 1946 begannen die Sowjets, das Militärübungsgelände selbst zu nutzen, und auf dem Höhepunkt waren dort bis zu 60.000 russische Soldaten stationiert. Nach dem Ende der alliierten Besatzung 1955 wurde das Gebiet vom Österreichischen Bundesheer übernommen, und 1957 wurden rund 160 km² in ziviles Eigentum zurückgeführt, während der Rest weiterhin als Truppenübungsplatz Allentsteig unter militärischer Kontrolle bleibt.